# Зайберт, Вилли
Вильгельм Юлиус Генрих Зайберт (нем. Wilhelm Julius Heinrich Seibert), Вилли Зайберт (нем. Willi Seibert, 17 июня 1908, Ганновер, Германская империя — 30 марта 1976, Бремен, ФРГ) — штандартенфюрер СС, заместитель командира айнзацгруппы D с мая 1941 по июнь 1942 года. Служащие айнзацгруппы D уничтожили в течение года 90 000 человек в Крыму и на юге СССР. В 1948 году на Нюрнбергском процессе по делу об айнзацгруппах был приговорён к смертной казни, но приговор не привели в исполнение и в 1954 году он был освобождён.

## Биография

### Образование и карьера в РСХА
Вилли Зайберт родился 17 июня 1908 года в Ганновере. Ходил в Ганновере школу и позже выучился на каменотёса, посещал лекции в Ганноверском университете. С 1930 по 1932 год изучал политэкономию в Гёттингенском университете и по окончании обучения получил степень в области экономики. 27 апреля 1933 года вступил в НСДАП (билет № 1886112). С 1932 по 1935 год служил в рейхсвере. Посещал пехотную школу в Дёберице, в 1935 года ему было присовено звание лейтенанта.
1 ноября 1935 года Зайберт был зачислен в ряды СС (№ 272375) в звании унтершарфюрера и поступил на службу в управление II (государственное финансовое хозяйство) СД в Берлине. Его начальником был Рейнхард Хён. В апреле 1939 года получил звание гауптштурмфюрера СС. В сентябре 1939 года с созданием Главного управления имперской безопасности (РСХА) Зайберт был назначен исполняющим обязанности начальника управления III D ( экономика). В августе 1940 года официально занял эту должность и получил звание штурмбаннфюрера СС.

### Вторая мировая война
В мае 1941 года в составе айнзацгруппы D полиции безопасности и СД готовился к вторжению в Советский Союз в городе Преч. Айнзацгруппам были даны команды уничтожать «еврейскую интеллигенцию» Советского Союза. Возможно, были даны указания уничтожать всех евреев призывного возраста. За первые три месяца войны айнзацгруппа D уничтожила десятки тысяч евреев призывного возраста, а также женщин, детей и стариков. Жертвами айнзацгруппы D становились люди с психическими отклонениями, цыгане, военнопленные, мирное население.
Отто Олендорф, командир айнзацгруппы D, назначил Вилли Зайберта своим заместителем. Зайберт занимался теми же функциями, что и в годы работы в РСХА. Айнзацгруппа D была сформирована немного позже остальных айнзацгрупп. Она была сформирована после того, как стало ясно, что Румыния будет участвовать во вторжении в Советский Союз. Согласно плану, группа должна была следовать до реки Дон вместе с 11-й армией, румынскими и венгерскими силами к югу от линии Черновцы — Ананьев — Николаев — Мелитополь — Мариуполь — Таганрог — Ростов-на-Дону. Это означало, что в область действия Айнзацгруппы D попали Бессарабия, Крым, южная Украина. После захвата Кавказа айнзацгруппа C должна была взять на себя всю Украину, а айнзацгруппа D переводилась на Кавказ.
Как фактический заместитель Олендорфа, Зайберт совершал доклад в РСХА через радиста о текущем положении, в котором содержались точные цифры уничтоженных евреев, цыган, комиссаров и большевистских должностных лиц. При отсутствии Олендорфа, Зайберт сам составлял и подписывал эти сообщения. 16 апреля 1942 года Вилли Зайберт доложил о том, что Крым свободен от евреев. Зайберт проводил инспекции айнзац- и зондеркоманд (подразделений айнзацгрупп). Вилли Зайберт, по собственным словам, лично участвовал в двух казнях. В июне 1942 года Зайберт вернулся в Берлин в РСХА, где вновь занял прежнюю должность снова под руководством Олендорфа. Айнзацгруппа D за год уничтожила 90 000 человек.

### После войны
С 1945 по 1946 год содержался в британском лагере для интернированных. С 1947 по 1948 год был одним из обвиняемых на процессе по делу об айнзацгруппах. Его адвокатом был Герхард Клиннерт с ассистентом Генрихом Клугом. На вопрос судьи Майкла Мусманно застрелили бы вы своих родителей по приказу начальства, Зайберт сначала отказался отвечать. После перерыва процесса на один день Зайберт ответил, что не смог бы так сделать, исполнение такой команды бесчеловечно. Это заявление заметно нарушило оборонительную стратегию «исполнения приказа» подсудимым. Судья Мусманно позже принял позицию, что даже немецкий солдат не «раб в цепях», а «личность с собственным разумом», у которого была свобода действий. Преступные приказы не были обязательны к исполнению, однако обвиняемые добровольно участвовали в массовых убийствах.
10 апреля 1948 года Зайберт был приговорён к смертной казни, но в 1951 году верховный комиссар Джон Макклой заменил её тюремным заключением на 15 лет. 14 мая 1954 года был освобождён из Ландсбергской тюрьмы. После освобождения из тюрьмы Зайберт жил некоторое время в Ганновере и в октябре 1956 года поселился в Зике, небольшом городке недалеко от Бремена. Он был женат и имел двух детей. По вопросу о быстром помиловании Зайберта, он был включен в список 1800 бизнесменов, политиков и ведущих должностных лиц ФРГ. Данные были опубликованы в коричневой книге ГДР в 1965 году. Зайберт жил 20 лет в Зике, после чего скончался в 1976 году в Бремене.